# Stanisław Kupsza
Stanisław Kupsza (ur. 6 czerwca 1904 w Starewie pow. Bobrujsk, zm. ?) – pułkownik ludowego Wojska Polskiego.

## Życiorys
Ukończył 9 klas szkoły średniej. Od września 1923 do sierpnia 1926 podchorąży Oficerskiej Szkoły Piechoty w Moskwie. Po ukończeniu szkoły do lipca 1939 służył w miejscowości Aktyrka w 68.pułku strzelców na stanowiskach dowódcy plutonu szkolnego, dowódcy kompanii, szefa sztabu oraz dowódcy batalionu w stopniu kapitana.
Od lipca 1939 do czerwca 1941 dowódca batalionu, a następnie zastępca dowódcy ds. liniowych w 292.pułku strzelców 137 Dywizji Strzeleckiej, z którą być może uczestniczył w agresji ZSRR na Polskę. W 1941 ukończył kurs oficerów starszych w Charkowie i do lipca 1943 w miejscowości Marynpol, a następnie w Sołniecznogorsku dowodził 49. pułkiem strzelców. W stopniu podpułkownika dowodził od stycznia do czerwca 1944 roku 468.pułkiem strzelców w 111.Dywizji w składzie 2.Frontu Ukraińskiego. Decyzją Ludowego Komitetu Obrony ZSRR z 10 sierpnia 1944 mianowany na stopień pułkownika.
W czerwcu 1944 dołączył do żołnierzy do Ludowego Wojska Polskiego jako zastępca dowódcy ds. liniowych 2. Dywizji Piechoty. Wraz z dywizją brał udział w walkach o Puławy, Warkę i Warszawę. Zastępca dowódcy ds. liniowych 3. Dywizji Piechoty od stycznia 1945 do maja 1945. Brał udział w walkach o Kołobrzeg. Od 4 maja 1945 dowódca 5. Dywizji Piechoty. Dowodząc dywizją brał udział w operacji praskiej, a po zakończeniu wojny zagospodarowywał wraz z nią Ziemie Odzyskane i ochraniał zachodnią granicę. W styczniu 1946 wyznaczony na dowódcę 2. Warszawskiej Dywizji Piechoty. W 1947 kierownik wojskowej akcji Grup Ochronno-Propagandowych w województwie kieleckim.
Służbę w Wojsku Polskim zakończył we wrześniu 1948, wyjechał do ZSRR.

## Ordery i odznaczenia
- Srebrny Krzyż Virtuti Militari
- Krzyż Walecznych
- Złoty Krzyż Zasługi
- Order Krzyża Grunwaldu III klasy
- Medal za Warszawę 1939–1945
- Medal za Odrę, Nysę, Bałtyk
- Order Czerwonego Sztandaru – dwukrotnie
- Order Wojny Ojczyźnianej I klasy
- Medal „Za zdobycie Berlina”
- Medal „Za zwycięstwo nad Niemcami w Wielkiej Wojnie Ojczyźnianej 1941–1945”